# Mai Nakamura (natation)
Pour les articles homonymes, voir Mai Nakamura.
Mai Nakamura, née le 16 juillet 1979 à Nagaoka, est une nageuse japonaise.

## Palmarès

### Jeux olympiques d'été
- Jeux olympiques de 2000 à Sydney
  -  Médaille d'argent sur 100 mètres dos
  -  Médaille de bronze sur 4 × 100 mètres 4 nages

### Championnats du monde de natation
- Championnats du monde de natation 1998 à Perth
  -  Médaille d'argent sur 100 mètres dos
  -  Médaille de bronze sur 200 mètres dos
  -  Médaille de bronze sur 4 × 100 mètres 4 nages

### Championnats du monde de natation en petit bassin
- Championnats du monde de natation en petit bassin 1999 à Hong Kong
  -  Médaille d'or sur 100 mètres dos
  -  Médaille d'or sur 200 mètres dos
  -  Médaille d'or sur 4 × 100 mètres 4 nages
  -  Médaille d'argent sur 50 mètres dos

### Championnats pan-pacifiques
- Championnats pan-pacifiques 1999 à Sydney
  -  Médaille d'or sur 100 mètres dos
  -  Médaille de bronze sur 4 × 100 mètres 4 nages

- Championnats pan-pacifiques 1997 à Fukuoka
  -  Médaille d'or sur 100 mètres dos
  -  Médaille d'or sur 200 mètres dos
  -  Médaille de bronze sur 4 × 100 mètres 4 nages

- Championnats d'Europe de natation 1995 à Atlanta
  -  Médaille de bronze sur 100 mètres dos

### Universiade
- Universiade d'été de 2001 à Pékin
  -  Médaille d'or sur 100 mètres dos
  -  Médaille d'argent sur 50 mètres dos